# Александро-Невская лавра
Свя́то-Тро́ицкая Алекса́ндро-Не́вская ла́вра — мужской православный монастырь на восточной оконечности Невского проспекта в Санкт-Петербурге. Первый и наиболее крупный монастырь города. С 1797 года имеет статус лавры.
В состав архитектурного комплекса входит несколько знаменитых некрополей, где покоятся многие выдающиеся деятели XVIII—XIX веков.

## История

### Петровская эпоха
В краеведческих изданиях часто пишут, что Невский монастырь заложил сам Пётр I. В июле 1710 года, осмотрев место у впадения Чёрной речки (нынешняя Монастырка) в Неву, царь издал приказ строить здесь монастырь, в распоряжение которого было выделено 5000 кв. саженей по обоим берегам Невы, угодья в Олонецком крае, а также был приписан богатый Валдайский Иверский монастырь со своими вотчинами. 
Посвящение монастыря святому князю Александру Ярославичу Невскому объяснялось тем, что именно в этом месте, как тогда считалось, князь одержал победу над шведами в Невской битве 1240 года. Учитывая, что обитель строилась в разгар войны со Швецией на отвоёванных землях, историческая перекличка весьма показательна.
Обустройством нового монастыря руководил архимандрит Феодосий (Яновский). Официальная дата основания — день освящения первой деревянной Благовещенской церкви — 25 марта 1713 года (праздник Благовещения Пресвятой Богородицы).

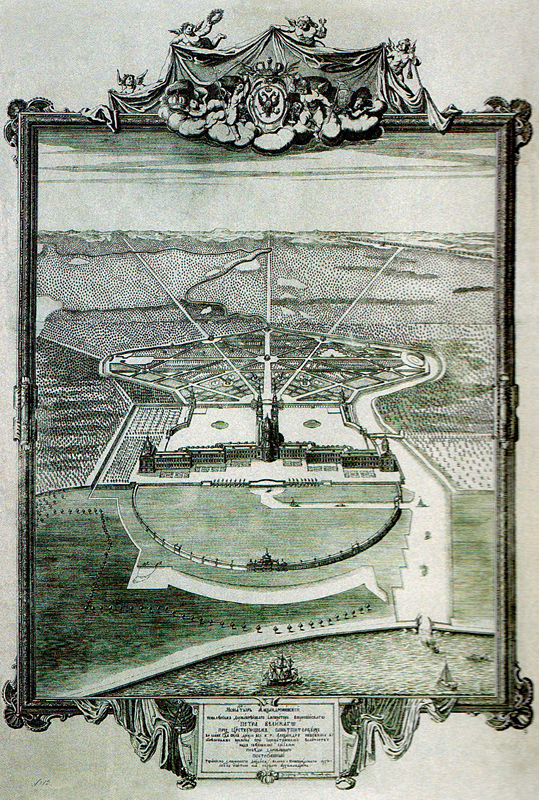
План застройки монастыря, 1720-е годы

Проект архитектурного комплекса был разработан два года спустя под руководством Доменико Трезини. Невский монастырь виделся Трезини как симметричный ансамбль каменных строений, занимающих участок между Невой и Чёрной речкой. Одновременно это был дополнительный форпост на юго-востоке новой столицы, спроектированный по правилам фортификационного искусства. От монастыря к Петербургу планировалось проложить широкую дорогу — «Невскую перспективу».
По мере возведения монастыря у его стен вырос городок (слободы с деревянными домами для работников и слуг), был разбит сад и огород, которые кормили братию. Вокруг поднялись хозяйственные постройки — кузница, столярная мастерская, конюшенный и скотный дворы, пильная мельница. Произведённое и выращенное хранилось в погребах для последующей реализации через торговые лавки.
В 1720 году на территории монастыря была открыта школа для детей священнослужителей, через 6 лет преобразованная в Славяно-греко-латинскую семинарию. Впоследствии она именовалась Александро-Невской Главной семинарией, а в 1797 году Павел I предоставил ей статус академии. В стенах Невской лавры было подготовлено не одно поколение архиереев. Многие представители епископата Русской церкви XVIII—XIX вв. в то или иное время служили в этом монастыре. С 1719 года при лавре действовала Санкт-Петербургская типография, с 1714 года — богадельня для отставных солдат.
Пётр I, посетив вновь устроенный монастырь 29 мая 1723 года, повелел перенести мощи князя Александра из владимирского Рождественского монастыря в новую столицу. Останки князя прибыли в Санкт-Петербург 30 августа 1724 года, в память о чём в календарь Русской церкви был введён новый праздник Перенесения мощей благоверного князя Александра.

### Синодальный период

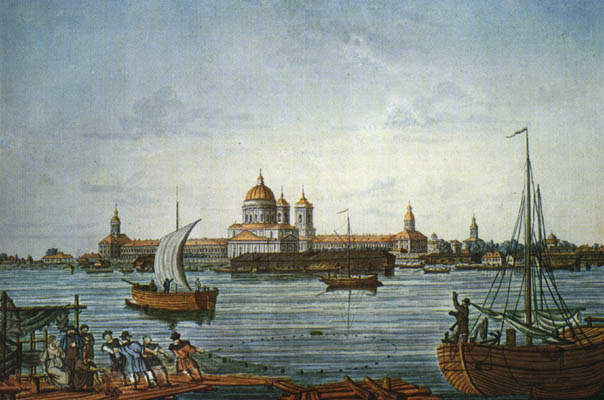
Общий вид лавры в 1815 году

Реализация плана Трезини затянулась на долгие годы. Основная часть строительных работ пришлась на правление Елизаветы Петровны и на первую половину царствования Екатерины II. Собор, возведённый по первоначальному проекту, пришлось разобрать. Его новый проект разработал Иван Старов, который включил в состав монастырского комплекса всё левобережье Монастырки и разбил перед входом в обитель Александро-Невскую площадь.

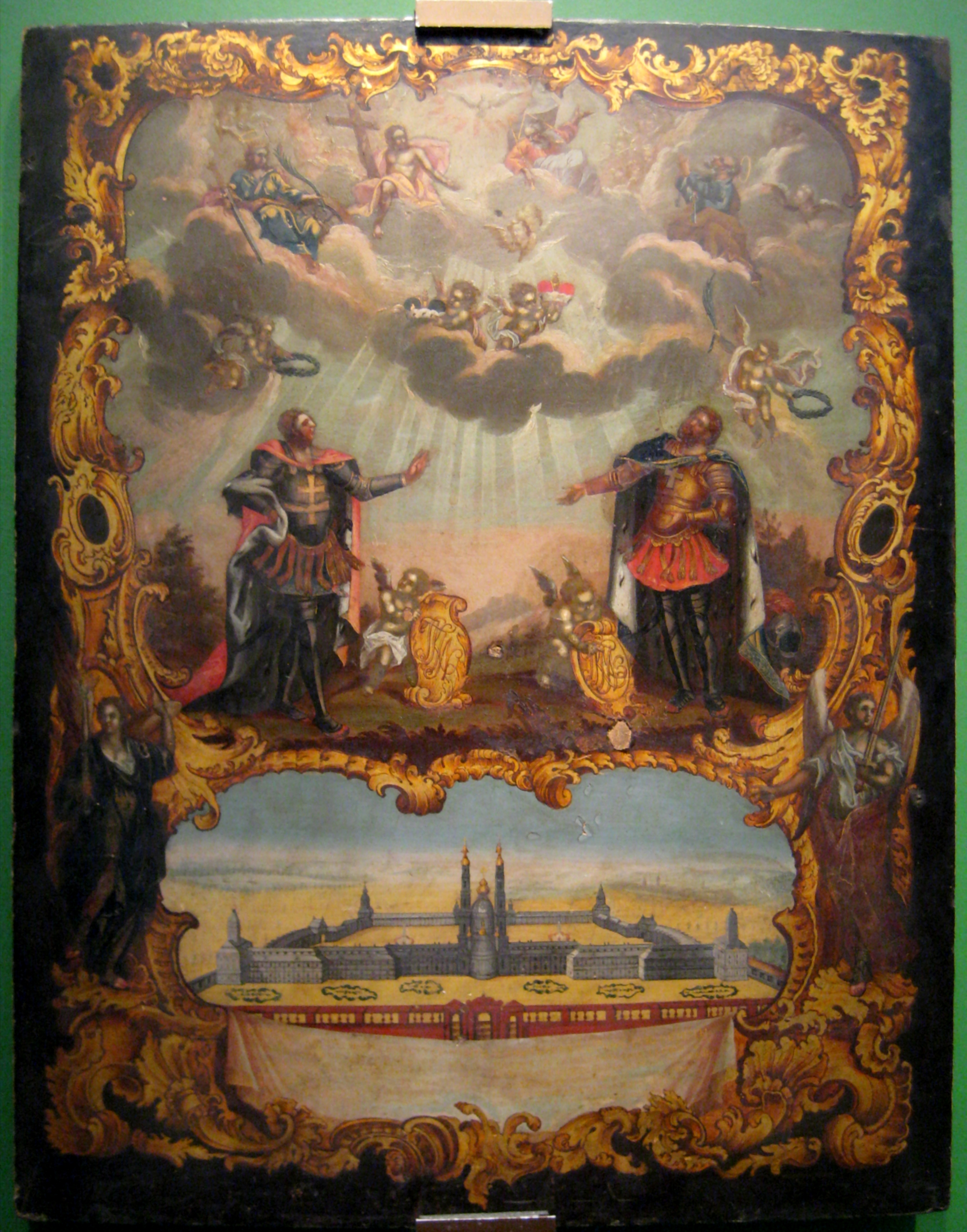
Иван Греков. Середина XVIII века. Великий князь Александр Невский и князь Феодор (с видом Александро-Невской лавры). ГТГ.

С учреждением в 1742 году Санкт-Петербургской епархии её правящие архиереи стали священноархимандритами (настоятелями) монастыря. До этого на протяжении 20 лет он служил местом пребывания новгородских архиереев.
В 1797 году по указу императора Павла I монастырь получил статус лавры со следующим штатом: наместник, благочинный, эконом, духовник, ризничий, уставщик, 30 иеромонахов, 18 иеродиаконов, 24 монаха, 20 больничных. Благодаря покровительству монархов и членов их семей главный монастырь столицы был одним из богатейших в стране. Его капитал оценивался в 3 млн рублей, а земельные угодья составляли 13 090 десятин. Число насельников колебалось в районе 130—150 человек.
В начале XX века лавра обросла новыми учреждениями, как, например, курсы для певчих. В 1909 году образован музей — Древлехранилище лавры, под который выделена юго-западная башня лавры (Библиотечная). В Лужском уезде был создан Серафимо-Антониевский скит, приписанный к лавре. В годы Первой мировой войны в монастырских стенах был оборудован лазарет. По данным участника ревизии монастыря Каблукова, в мае 1917 года капитал Лавры составлял около 2 млн рублей, из которых 1 966 243 рублей в процентных бумагах и только 133 155,54 рублей наличными.

### Советское время
В феврале 1917 года численность братии составляла 113 человек, в том числе 63 монашествующих и 50 послушников. В ноябре 1917 года братия участвовала в выборах членов Учредительного собрания. 14 декабря 1917 года последовал указ Святейшего синода по итогам проводившейся в мае — июле всесторонней ревизии: комиссия выявила ряд злоупотреблений со стороны лаврского начальства. В указе содержались административные распоряжения: в частности, Лавра оставалась в непосредственном ведении Синода, епископ Прокопий (Титов) был назначен настоятелем с освобождением от должности викария Елисаветградского.
Большевики попытались реквизировать средства и имущество Лавры ещё до издания Декрета об отделении церкви от государства: 13 января (ст. ст.) 1918 года Народный комиссариат государственного призрения издал распоряжение о реквизиции жилых помещений Лавры и покоев митрополита для своих нужд под богадельни и приюты. В тот же день в монастырь прибыла делегация, сопровождаемая вооружённым отрядом, которая предъявила документ с подписью народного комиссара Александры Коллонтай, предписывавший сдать все имеющиеся дела по управлению домами, имуществом и капиталами Лавры уполномоченному лицу. Составив опись, делегация удалилась, но уже 19 января в Лавру явился вооружённый отряд во главе с комиссаром Иловайским, который арестовал нескольких духовных лиц. Кто-то ударил в набат, собрался народ, красногвардейцы были разоружены; но был смертельно ранен петроградский священник Пётр Скипетров, что вызвало крайнее негодование собравшегося народа. В итоге красногвардейцам пришлось оставить монастырь. 21 января по распоряжению митрополита Петроградского Вениамина состоялся общегородской крестный ход в защиту Церкви, в котором участвовали около 500 тысяч человек. В конце января было организовано из мирян и монашествующих Александро-Невское братство для отстаивания интересов обители и охраны церковного достояния. События января 1918 года в Лавре стали первым открытым столкновением новой власти и Русской церкви, причем здесь Церкви удалось одержать единственную крупную победу над большевистским правительством.
23 января (5 февраля) 1918 года вступил в силу Декрет об отделении церкви от государства, запрещавший религиозные организациям владеть каким-либо имуществом и лишавший их прав юридического лица. Однако и в 1919 году часть недвижимости оставалась в собственности Лавры. Монастырь продолжал действовать до 17 февраля 1932 года, когда в ночь на 18 февраля в Ленинграде были арестованы все монашествующие.

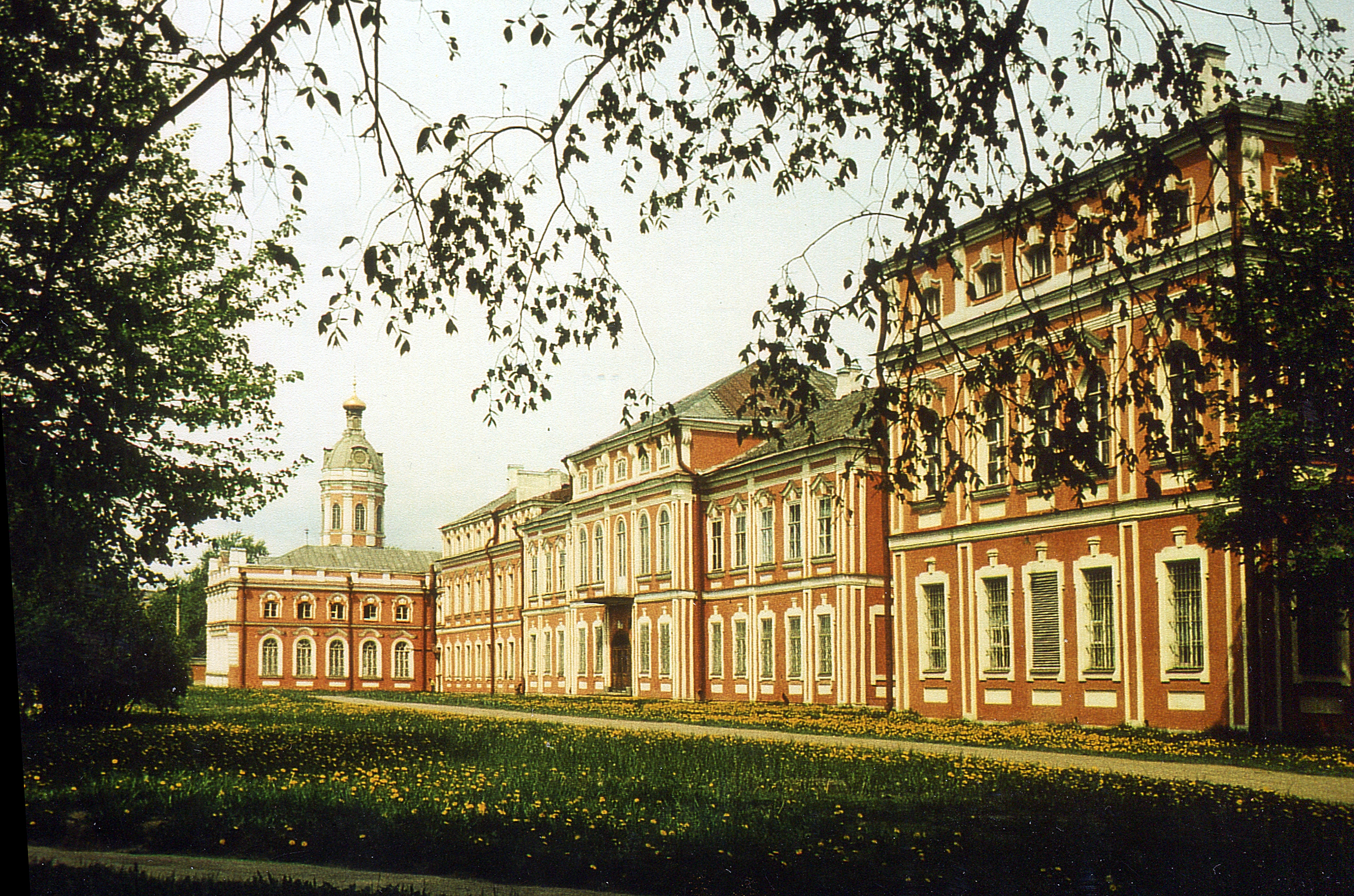
Митрополичий корпус в советское время был занят государственными учреждениями

В рамках кампании по «изъятию церковных ценностей в пользу голодающих» 12 мая 1922 года была вскрыта рака Александра Невского. Серебряная рака как произведение высокой художественной ценности была изъята и поступила в Государственный Эрмитаж, а мощи 15 ноября были переданы в фонды Государственного музея религии и атеизма.
В том же 1922 году Лавра подчинилась обновленческому Высшему церковному управлению. В октябре 1923 года по прибытии в Петроград новопоставленного патриархом Тихоном викарного епископа Мануила (Лемешевского) примкнула к «тихоновской» церкви.
В конце 1933 года Московская патриархия «узаконила» закрытие монастыря и реорганизацию его в церковный приход. Через год Троицкий собор был отобран у верующих и передан в ведение городского Дома чудес, а ещё через два года, в январе 1936 года, прекратились богослужения в Духосошественской церкви, которая дольше других оставалась действующей.
В 1930-х годах на территории упразднённой Лавры разместились разнообразные мастерские, городская станция переливания крови и другие госучреждения, числом до 17-ти: аэроклуб, физкультурное общество «Спартак», овощехранилище, ЦНИИ «Прометей», а также общежития. На основе монастырского некрополя был создан Государственный музей городской скульптуры. Сюда свозили уникальные надгробия с других городских кладбищ, предназначавшихся со временем к уничтожению.
В 1957 году были возобновлены богослужения в Троицком соборе, ставшем приходским. Мощи святого Александра Невского были возвращены в собор 3 июня 1989 года.

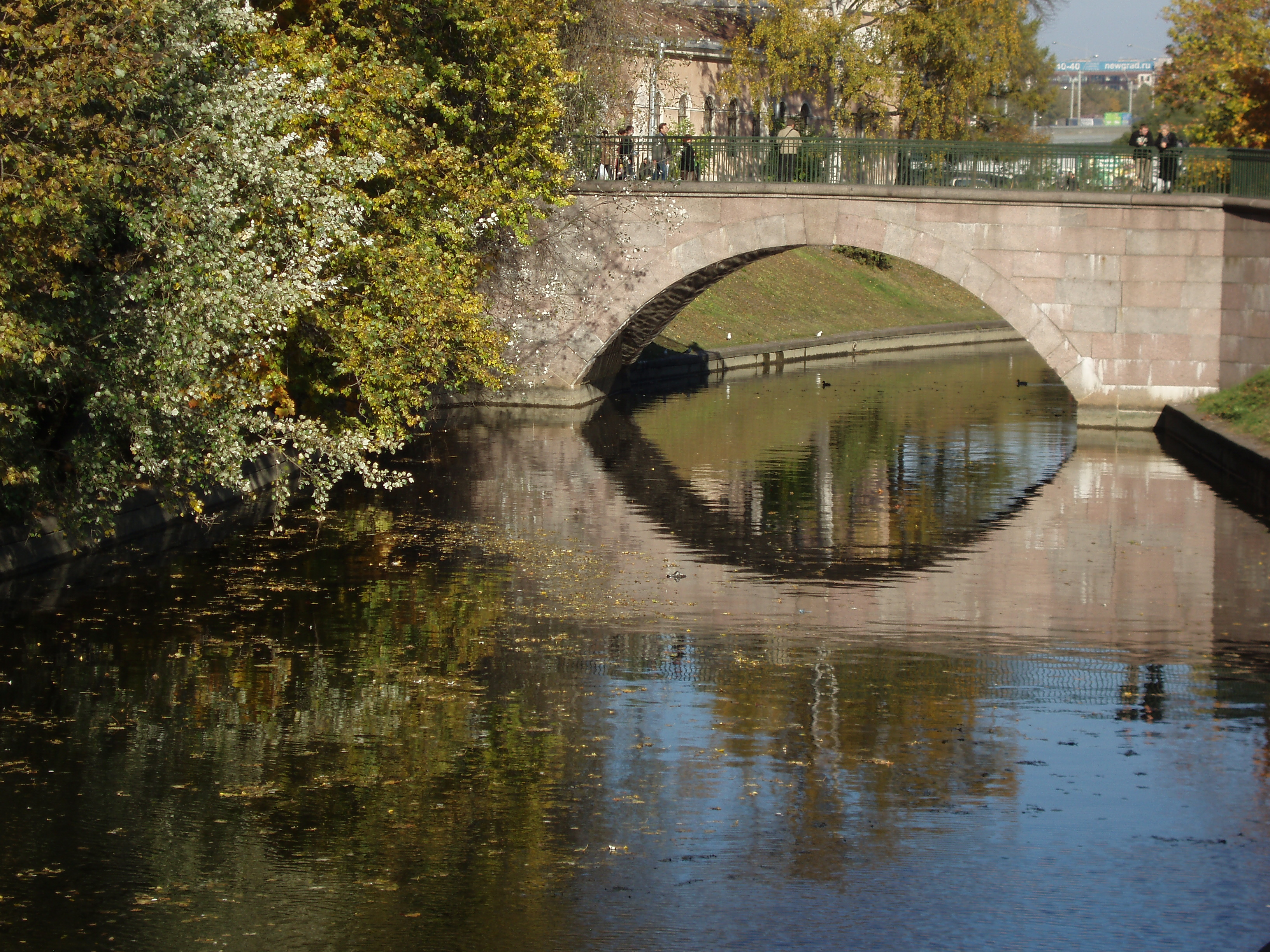
1-й Лаврский мост
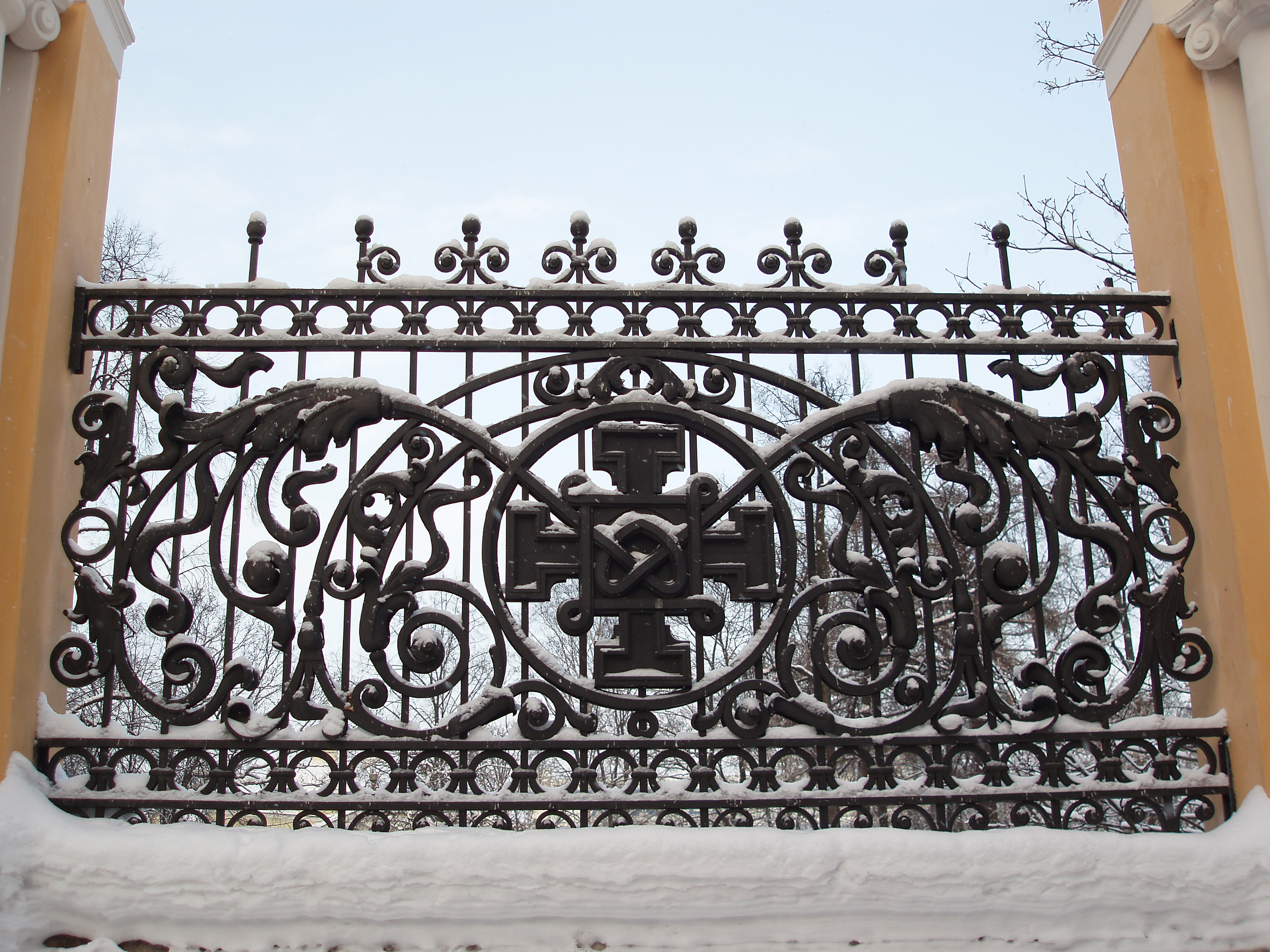
Решётка у Благовещенской церкви
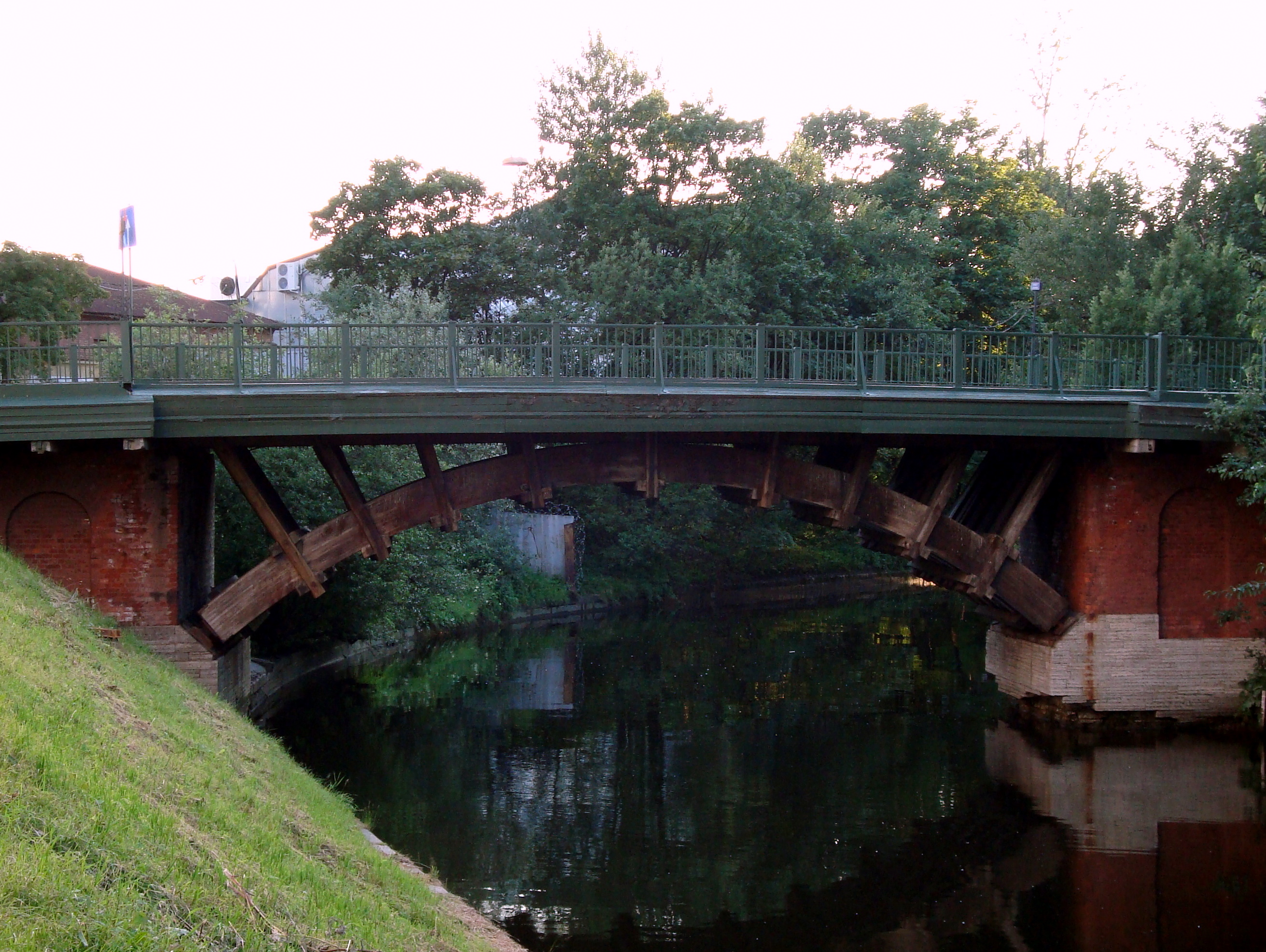
2-й Лаврский мост

## Современность
Возрождение монашеской жизни в стенах лавры было начато в 1996 году. Руководить этим процессом было поручено епископу Назарию (Лавриненко). Приходское собрание Троицкого собора было упразднено 3 ноября 1997 года, и управление передано духовному собору лавры; был принят устав монастыря, назначены основные должностные лица: благочинный, эконом, духовник, ризничий, казначей, секретарь. Окончательная передача всех лаврских зданий епархии состоялась 18 апреля 2000 года.
Вместе с возрождением монастыря и литургической жизни в лавре идёт возрождение традиционных ремёсел. Здесь работают: иконописная мастерская, краснодеревщики, ювелирная мастерская, мастерская христианской оловянной миниатюры. Паломническая служба организует поездки верующих по Ленинградской области и за её пределами. Летом 2007 года были завершены реставрация купола Троицкого собора и золочение 14-метрового креста.
Управляет лаврой священноархимандрит — правящий архиерей Санкт-Петербургской епархии, представленный наместником.
Среди почитаемых чудотворными икон Троицкого собора лавры выделяется переданная из Русского музея в 1988 году икона Параскевы Пятницы, происходящая из села Ильеши.
В конце 2020 года было объявлено о начале реставрации семинарского корпуса лавры, работы должны завершиться к сентябрю 2021 года.

## Комплекс сооружений
Троицкий собор, воздвигнутый в петровское время по проекту Теодора Швертфегера, был разобран в 1753—1755 годах. Ныне существующее здание в стиле раннего классицизма выстроено в правление Екатерины II по проекту Ивана Старова и освящено 30 августа 1790 года; тогда же перенесены в него мощи святого князя Александра Невского из Благовещенской церкви обители.
| # | Изображение | Название               | Архитектор                         | Годы создания | Перестройка | Посвящение                                                                           |
| - | ----------- | ---------------------- | ---------------------------------- | ------------- | --- | ------------------------------------------------------------------------------------ |
| 1 |             | Троицкий собор         | Иван Старов                        | 1776—1790     | | Троица Живоначальная                                                                 |
| 2 |             | Благовещенская церковь | Доменико Трезини Теодор Швертфегер | 1717—1724     | Джованни де Росси (1764—1765; перестройка, пристройка лестницы) Василий Петров (в 1819—1822 годах соединил примыкающие залы северо-восточного корпуса в двусветный зал с алтарём; сооружение стало церковью в честь сошествия Святого Духа). | Благовещение Александр Невский Сошествие Святого Духа                                |
| 3 |             | Феодоровская церковь   | Пьетро Трезини Теодор Швертфегер   | 1742—1767     | Джованни де Росси (1750—1760-е: строительство церкви и Феодоровского корпуса) Григорий Карпов (в 1889—1891 годах пристроил с алтарной стороны усыпальницу митрополита Исидора (Никольского); Исидоровская церковь).                          | Святой благоверный князь Фёдор Ярославич Николай Чудотворец (до 1842 Иоанн Златоуст) |
| 4 |             | Надвратная церковь     | Иван Старов                        | 1784—1786     | | Икона Божией Матери «Всех Скорбящих Радость»                                         |

Кладбищенские церкви
| # | Изображение | Название                  | Архитектор               | Годы создания                      | Посвящение                     |
| - | ----------- | ------------------------- | ------------------------ | ---------------------------------- | ------------------------------ |
| 5 |             | Церковь Праведного Лазаря | Лев Тиблен (перестройка) | 1717—1723 1787—1790 1835—1836      | Воскрешение праведного Лазаря  |
| 6 |             | Тихвинская церковь        | Николай Гребёнка         | 1869—1873 1931 (деформация фасада) | Тихвинская икона Божией Матери |
| 7 |             | Никольская церковь        | Григорий Карпов          | 1868—1871                          | Николай Чудотворец             |

Несмотря на некоторые более поздние добавления, в архитектурном облике лавры продолжает доминировать барокко — стиль, в котором выдержаны корпуса монастырского двора («циркумференции»):
| # | Изображение | Название                                                          | Архитектор                                         | Годы создания            | Стиль              |
| - | ----------- | ----------------------------------------------------------------- | -------------------------------------------------- | ------------------------ | ------------------ |
| 1 |             | Митрополичий корпус (архиерейский дом)                            | Михаил Расторгуев Алексей Горностаев (перестройка) | 1756—1764 1819 1861—1863 | Барокко, эклектика |
| 2 |             | Северный (Просфорный) корпус с Ризничной (северо-западной) башней | Михаил Расторгуев                                  | 1761—1771                | Позднее барокко    |
| 3 |             | Южный (Семинарский) корпус с Библиотечной (юго-западной) башней   | Михаил Расторгуев                                  | 1756—1761                | Позднее барокко    |
| 4 |             | Консистория и кладбищенская контора                               | Лев Андреев                                        | 1900                     | Эклектика          |

## Лаврские кладбища
- Лазаревское (Некрополь XVIII века),
- Тихвинское (Некрополь мастеров искусств)
- Никольское
- Казачье кладбище

Лазаревское и Тихвинское кладбища, а также Лазаревская и Благовещенская усыпальницы Александро-Невской лавры входят в состав Государственного музея городской скульптуры, который был основан в 1932 году.
Далее идёт случайный набор имён. Более полные списки см. в Категория:Похороненные в Александро-Невской лавре.
- Авилов, Михаил Иванович
- Аксёненко, Николай Емельянович
- Александр Невский
- Александровский, Сергей Васильевич
- Бетанкур, Августин Августинович
- Бичурин, Никита Яковлевич
- Богданович, Евгений Васильевич
- Бородин, Александр Порфирьевич
- Бураго, Александр Петрович
- Витте, Сергей Юльевич
- Волконский, Владимир Викторович
- Глинка, Михаил Иванович
- Греков, Иван Иванович
- Григорий (Постников)
- Григорович, Иван Константинович
- Гумилёв, Лев Николаевич
- Давыдов, Владимир Николаевич
- Достоевский, Фёдор Михайлович
- Дрозд, Валентин Петрович
- Зубков, Иван Георгиевич
- Кондратенко, Роман Исидорович
- Крюйс, Корнелиус
- Кубарев, Василий Николаевич
- Ламб, Иван Варфоломеевич
- Лисянский, Юрий Фёдорович
- Ломоносов, Михаил Васильевич
- Лопухина, Анна Петровна
- Марр, Николай Яковлевич
- Михайловский, Константин Яковлевич
- Никодим (Ротов)
- Обухов, Павел Матвеевич
- Пилютов, Пётр Андреевич
- Полторацкий, Марк Фёдорович
- Римский-Корсаков, Николай Андреевич
- Рикорд, Пётр Иванович
- Росси, Карл Иванович
- Светилин, Александр Емельянович
- Собчак, Анатолий Александрович
- Старовойтова, Галина Васильевна
- Суворин, Алексей Сергеевич
- Суворов, Александр Васильевич
- Товстоногов, Георгий Александрович
- Чайковский, Пётр Ильич
- Чудинов, Павел Васильевич
- Эйлер, Леонард

Архимандриты
- архимандрит Феодосий (Яновский) (1712—1721)
- архимандрит Петр (Смелич) (1725—1736)
- архимандрит Стефан (Калиновский) (1736—1742), с 1739 — епископ Псковский

далее, с образованием Санкт-Петербургской епархии, священноархимандритами лавры были правящие епископы
Наместники
- игумен Варлаам (Голенковский) (1716—1721)
- иеромонах Иларион (Марков) (1721—1727)
- иеромонах Вениамин (Фальковский) (1727—1730)
- иеромонах Симон (Тихомиров) (1730—1732)
- иеромонах Гервасий (Корда) (1732—1737[11])
- иеромонах Досифей (Лебедевич) (1737—1745)
- иеромонах Софроний (Кристалевский) (1746—1753)
- иеромонах Никон (Красовский) (1753—1757)
- иеромонах Иаков (Палашковский) (1757—1759)
- иеромонах Иоанникий (Броднетский), 1759—1761
- иеромонах Сильвестр (Юницкий), 1761—1761
- игумен Гурий, 1761—1762
- иеромонах Климент, 1763—1765
- иеромонах Иларион (Максимович), 1768—1774
- иеромонах Амвросий (Гиновский), 1774—1781
- архимандрит Афанасий (Вольховский), 1781—1788
- игумен Иосаф (Клоков), 1788—1792
- игумен Иона, 1792—1794
- игумен Герасим (Князев), 1794—1795
- иеромонах Мелхисидек (Короткий), 1795—1797
- игумен Иосаф (Чапужников), 1797—1799
- архимандрит Антоний (Знаменский), 1799
- архимандрит Амвросий (Протасов), 1800—1804
- архимандрит Израиль (Звегинцев), 1804—1808
- архимандрит Вениамин (Бесновский), 1808—1809
- архимандрит Порфирий (Кириллов), 1809—1810
- архимандрит Гедеон (Федотов), 1810—1819
- архимандрит Товия (Моисеев), 1819—1829
- архимандрит Палладий (Белевцев), 1829—1842
- архимандрит Аарон (Морякин), 1842—1843
- архимандрит Вениамин (Морачевич), 1843—1853
- архимандрит Ириней (Боголюбов), 1853—1860
- архимандрит Никанор (Ильинский), 1860—1863
- архимандрит Герман (Осецкий), 1863—1866
- архимандрит Поликарп (Гонорский), 1866—1867
- архимандрит Ювеналий (Половцев), 1867—1871
- архимандрит Филипп, (1871—1873) и. о., без утверждения Синодом
- архимандрит Никодим (Белокуров), 1873—1875
- архимандрит Симеон (Линьков), 1875—1883
- архимандрит Антоний (Люцернов), 19.02.1883—29.02.1888
- архимандрит Иннокентий (Данилов), 1888—1890
- архимандрит Исаийа (Булин), 1890—1896
- архимандрит Арсений (Орлов), 1896—1900
- архимандрит Корнилий (Смуров), 1900—1909
- архимандрит Феофан (Туляков), 1909—1916 (1915 — епископ Кронштадтский)
- архимандрит Филарет (1915 — 6 мая 1917)
- епископ Прокопий (Титов) (май 1917 — апрель 1918)
- епископ Геннадий (Туберозов) (1918)
- епископ Артемий (Ильинский) (1918)
- архимандрит Виктор (Островидов) (1918—1919)
- архимандрит Николай (Ярушевич) (1919—1920) и. о. наместника (1922 — епископ Петергофский)
- архимандрит Иоасаф (Журманов) (1922; подчинялся обновленческому ВЦУ)
- епископ Григорий (Лебедев) (ноябрь 1923 — март 1928)
- епископ Амвросий (Либин) (июль 1928 — 10 октября 1933)
- архимандрит Кирилл (Начис) (сентябрь 1994 — март 1996)
- игумен Викентий (Кузьмин) (апрель — октябрь 1996) и. о. наместника
- епископ Назарий (Лавриненко) (с 25 октября 1996 — 24 августа 2023 года (до апреля 1997 — и. о. наместника)
- епископ Вениамин (Кириллов) (с 24 августа 2023)